# Barira

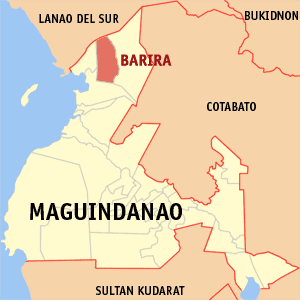
Bản đồ Maguindanao với vị trí của Barira

Barira là một đô thị hạng 5 ở tỉnh Maguindanao, Philippines. Theo điều tra dân số năm 2000 của Philipin, đô thị này có dân số 18.296 người trong 3.326 hộ.
Đô thị này đã từng thuộc tỉnh Shariff Kabunsuan từ tháng 10 năm 2006 cho đến khi tỉnh bị giải thế bới Tối cao pháp viện Philipin tháng 7 năm 2008.

## Các đơn vị hành chính
Barira được chia ra 14 barangay.
- Barira
- Bualan
- Gadung
- Korosoyan
- Lamin
- Liong
- Lipa
- Lipawan
- Marang
- Nabalawag
- Panggao
- Rominimbang
- Togaig
- Minabay